# Sankt Agathe
Sankt Agathe (født ca. 225, død ca. 251 i Catania, Sicilien) var en jomfru og en martyr som levede i 200-tallet i Catania på Sicilien. Hun dyrkes som en helgen indenfor den katolske kirke og er ammernes og vævernes skytshelgen. Hendes minde fejres 5. februar.